# Matrix Marauders
Matrix Marauders est un jeu vidéo d'action développé et édité par Psygnosis, sorti en 1990 sur Amiga et Atari ST.

## Système de jeu
Matrix Marauders est un jeu en 3D qui mêle course futuriste et shoot them up. Le gameplay, peu conventionnel, est basé sur un contrôle à la souris et au joystick. Il est également jouable à deux en simultané.

## Équipe de développement
- Graphismes : Garvan Corbett
- Musique : Paul Summers